# Гнафена
Гнафена — афинская гетера. Не сохранились источники о датах её рождения и смерти, известно лишь то, что она жила в IV веке до н. э. благодаря сведениям о её связях с различными мужчинами той эпохи. Самым известным её любовником был Дифил, афинский драматург-комедиограф. Согласно Афинею Гнафена славилась своими роскошными пирами и остроумием, и даже написала трактат о правильном поведении на своих симпосиях под названием «Правила поведения за столом».

## Жизнь в качестве гетеры
Гнафена как и другие гетеры традиционно участвовала в симпосиях, которые включали в себя выпивку, танцы и музыку, а также общение с гетерами. Принадлежа к классу гетер, Гнафена могла позволить себе роскошь стать высокообразованной, контролировать собственные финансы, а также устраивать собственные пиршества и симпосии, на которых присутствовали богатые мужчины, с которыми она общалась. Гнафена посещала и принимала у себя симпосии, используя свою популярность, чтобы приглашать мужчин высшего класса на обед и состязаться с ними в остроумии. В результате всего этого она написала кодекс поведения для соблюдения приличий на этих симпосиях под названием «Правила поведения за столом», который описывает правила поведения для пиршеств, проводимых за её столом. Некоторые исследователи считают, что это свидетельствует о том, насколько уважаемой она была в своё время, и указывает на высокий статус, предоставленный гетере, поскольку Гнафена устанавливала правила для своего собственного дома и не была обязана какому-либо мужчине, как большинство афинских женщин. Трактат Гнафены представлял собой собрание правил, в которых говорилось, каким мужчинам разрешается входить в дом её и её дочери для участия в устраиваемых ими симпосиях, а также о том, как должны вести себя мужчины, когда они принимают в них участие. Афиней описывал трактат Гнафены следующим образом:
И настолько любила Гнафена благопристойность, что в подражание порядку, заведенному в философских школах, составила не лишенные изящества «Правила поведения за столом», которым обязаны были следовать любовники её и дочери. Каллимах обстоятельно изложил их в третьей таблице «Законов» и даже процитировал их начало: «Вот закон, равный для всех и для всех справедливый», — всего триста двадцать три стиха
Афиней описывал Гнафену как «очень остроумную и находчивую в ответах» и имеющую множество любовников (некоторые названы по имени, некоторые — нет), которым она обеспечивала интеллектуальное и эмоциональное общение, а также сексуальные отношения. Будучи гетерой, Гнафена часто вступала в словесные споры или интеллектуальные состязания со своими любовниками, используя игру слов или оскорбления. Афиней приводит примеры нескольких, как он считает, наиболее остроумных фраз в своей работе «Пир мудрецов»:
Когда кто-то зашел к ней и, увидев лежавшие в горшке яйца, спросил: «Гнафена, это сырые яйца или вареные?» «Они медные, парень», — ответила она. Когда Херефонт пришел к ней на обед без приглашения, Гнафена протянула ему чашу со словами: «Возьми, гордец». «Это я гордец?» «Как же не гордец тот, кто не приходит, пока его не пригласишь?» — сказала Гнафена. […] Когда однажды за выпивкой в её доме рассыпали блюдо лука с чечевицей, рабыня, подтиравшая за гостями, спрятала у себя на груди немного чечевиц. Гнафена заметила: «Она хочет стащить у нас целую груду чечевицы».

## Любовники и семья
Одним из самых известных любовников Гнафены был Дифил, афинский драматург-комедиограф, написавший около 100 пьес в стиле новой комедии. Афиней цитировал Махона в качестве доказательства родства Дифила и Гнафены и подробно описывал свои собственные размышления на эту тему. По словам Афинея, Гнафена часто смеялась над Дифилом и его пьесами, хотя он описывался как «человек, превосходящий других её возлюбленных». Хотя Дифил, возможно, был её самым любимым партнёром, Афиней также ссылался на многих других.
У Гнафены было несколько дочерей, не названных по имени, которые помогали своей матери устраивать пиршества и развлекать гостей. У одной из дочерей Гнафены также была дочь по имени Гнафения. Афиней намекал на то, что дочери и внучки Гнафены также были гетерами, известными своим остроумием, как и Гнафена. У Гнафении был сын от Андроника, «трагического актёра».